# Julián Ortiz
Julián Ortiz Fernández de la Cueva (Corral de Almaguer, 15 febbraio 1966) è un ex cestista spagnolo.

## Palmarès
- Campionato spagnolo: 1

Barcellona: 1986-87
- Copa del Rey: 1

Barcellona: 1987
- Liga catalana: 2

Barcellona: 1984, 1985
- Coppa Korać: 1

Barcellona: 1986-87
- Coppa delle Coppe: 2

Barcellona: 1984-85, 1985-86
- Coppa Intercontinentale: 1

Barcellona: 1985